# Doras micropoeus
Doras micropoeus är en fiskart som först beskrevs av Eigenmann 1912.  Doras micropoeus ingår i släktet Doras och familjen Doradidae. Inga underarter finns listade i Catalogue of Life.